# St. Michael (Train)

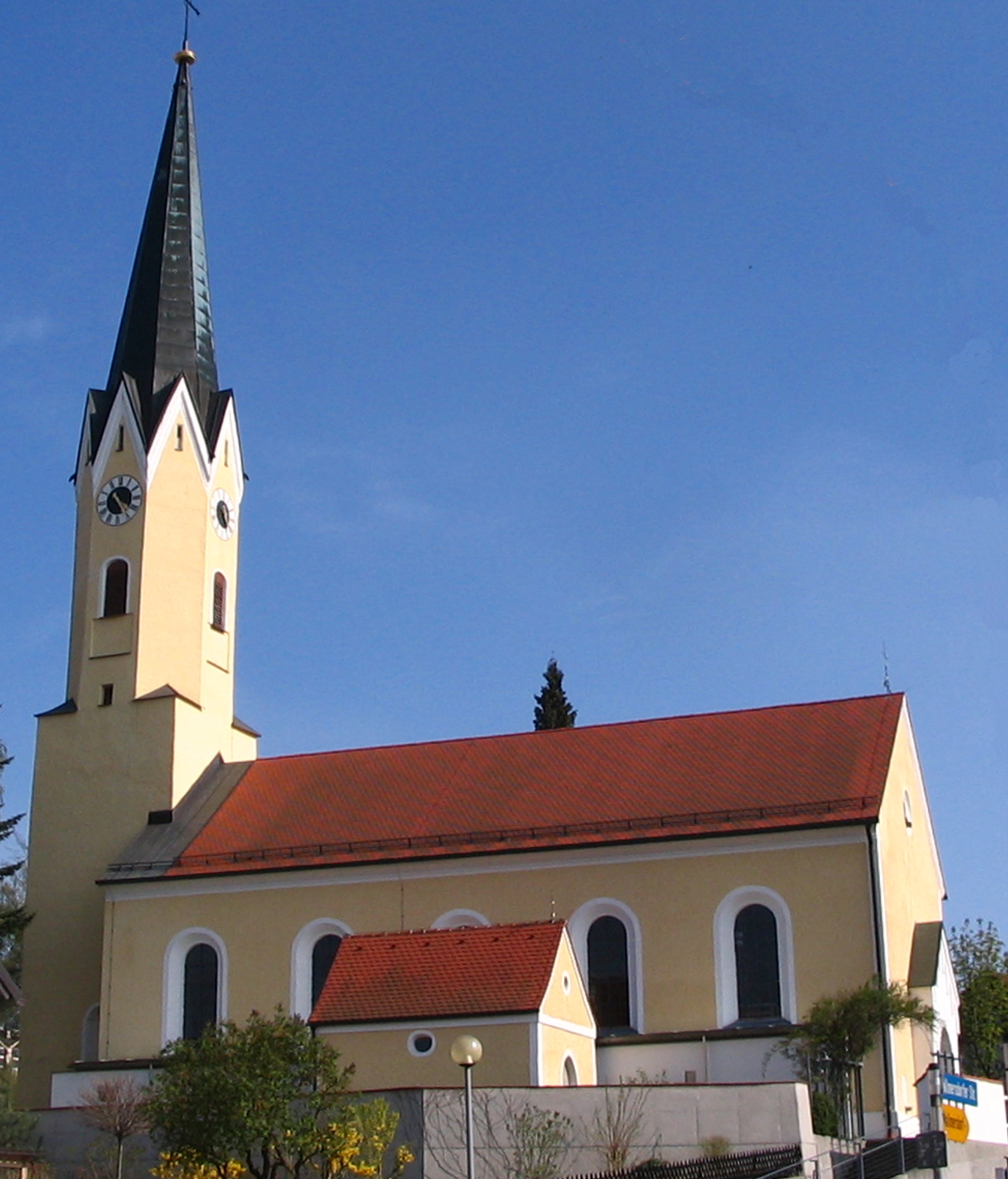
Außenansicht der Pfarrkirche St. Michael von Norden

Die römisch-katholische Pfarrkirche St. Michael in Train im niederbayerischen Landkreis Kelheim erhielt in mehreren Bauphasen ihre heutige Gestalt. Der Unterbau des Chorturms mit dem barocken Presbyterium wurde 1674 errichtet, das Langhaus 1835, der Turmhelm 1880 und die modernen Seitenschiffe 1995/96. Sie ist als Baudenkmal mit der Nummer D-2-73-177-1 beim Bayerischen Landesamt für Denkmalpflege eingetragen. Die Pfarrei Train ist Teil der Pfarreiengemeinschaft Siegenburg–Train–Niederumelsdorf und wird von St. Nikolaus in Siegenburg aus seelsorgerisch betreut.

## Geschichte
Von den früher drei Trainer Kirchen war St. Michael seit jeher die Hauptkirche. Es sind mindestens zwei Vorgängerbauten der heutigen Kirche belegt. Der Unterbau des Chorturms, der Kastenchor mit barocker Stuckdecke enthält, stammt aus dem Jahr 1674. Das Langhaus musste 1835 wegen Einsturzgefahr abgebrochen und neu aufgebaut werden. Im Jahr 1880 wurde die Zwiebelkuppel des Turms durch einen neugotischen Spitzhelm ersetzt.
Das Benefizium Train, das aus der Schlosskapellenstiftung hervorgegangen ist, wurde 1980 zur Pfarrei erhoben. Seitdem ist St. Michael Pfarrkirche. Die Filiale Mallmersdorf, die bis dahin zur Pfarrei Elsendorf gehört hatte, wurde nach Train umgepfarrt. In den Jahren 1995/96 erfuhr St. Michael eine umfassende Renovierung und Erweiterung. Dabei wurden der Hochaltar, wie bereits vor 1835, in das Erdgeschoss des Turms verlegt sowie zwei niedrige Seitenschiffe und die Sakristei angebaut. Dadurch konnte auch die nördlich der Kirche gelegene frühere Seelenkapelle, Begräbnisplatz der Trainer Schlossherrn, als Marienkapelle in den Kirchenbau integriert werden. Im Jahr 2020 wurde eine Innenrenovierung durchgeführt.

## Beschreibung

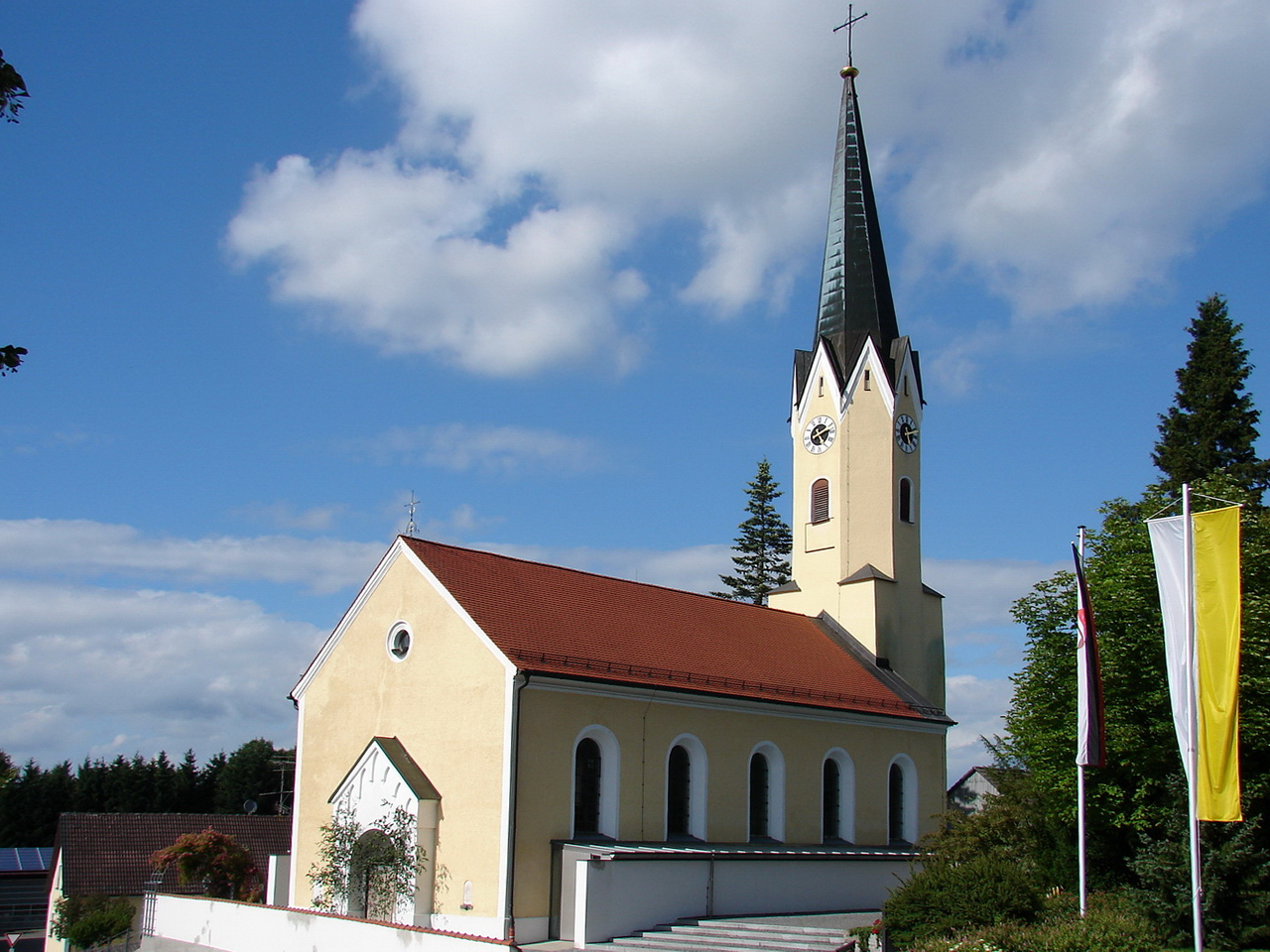
Außenansicht von Südwesten

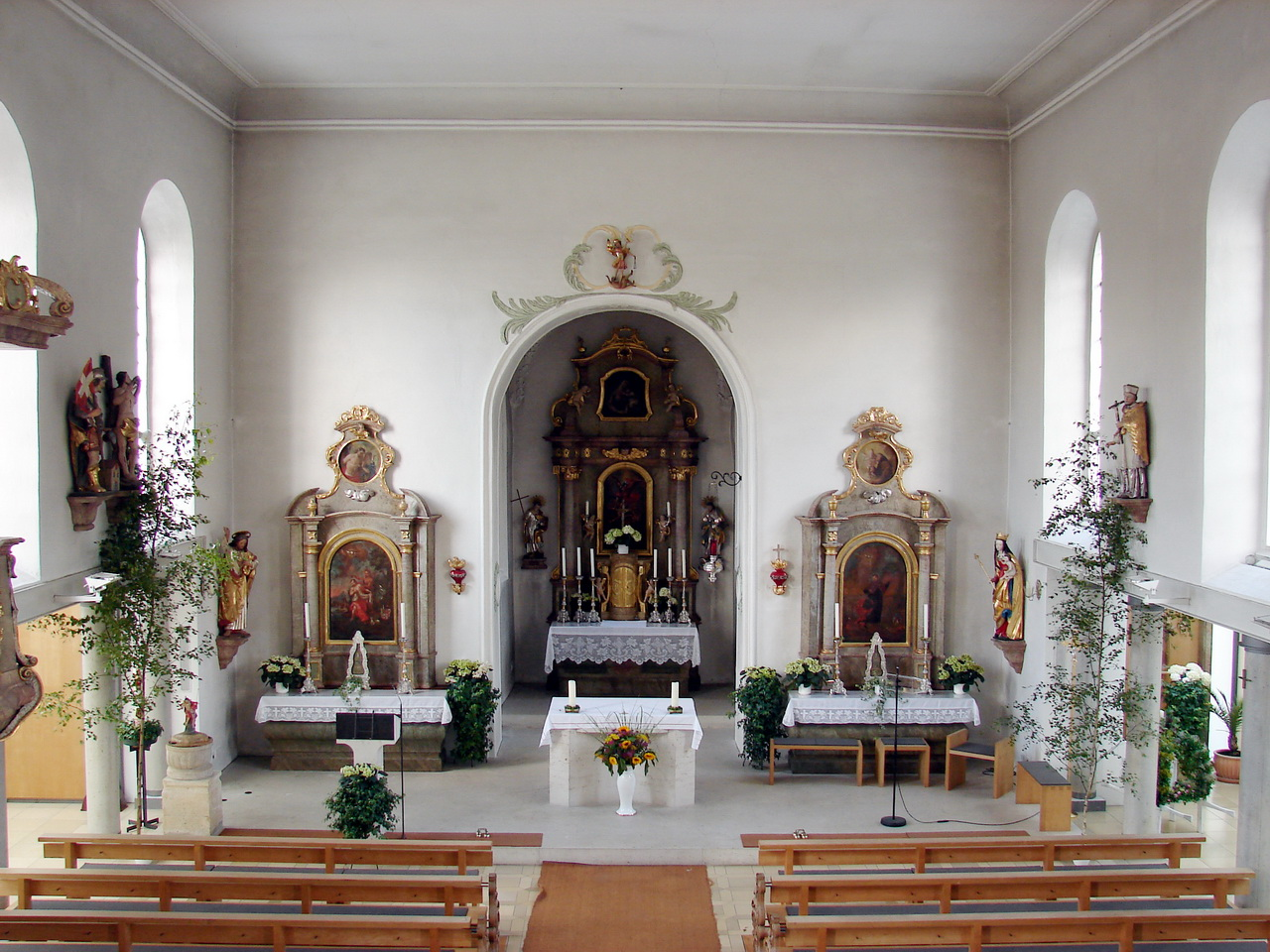
Innenansicht

### Architektur
Der nach Osten ausgerichtete, vollständige verputzte Bau umfasst einen Chorturm über quadratischem Grundriss und ein sattelgedecktes Langhaus mit fünf Fensterachsen, an das zwei niedrige Seitenschiffe angefügt sind. Der schlichte Bau ist gelb getüncht, wovon sich nur die weißen Fensterlaibungen abheben.
Der Turmunterbau ist außen bis auf ein Rundbogenfenster an der Nordseite ohne Gliederung. Knapp oberhalb der Firsthöhe des Mittelschiffs geht er in einen oktogonalen Oberbau über, der nach vier Seiten hin rundbogige Schallöffnungen und Ziffernblätter der Turmuhr aufweist. Den oberen Abschluss bildet der 1880 aufgesetzte, kupfergedeckte Spitzhelm mit Kugel und Kreuz über acht kleinen Dreiecksgiebeln.
An das südliche Seitenschiff ist die Sakristei angebaut. Sie ist in einem langgestreckten Baukörper untergebracht, der im Zuge der Renovierung von 1995/96 erstellt wurde. Das nördliche Seitenschiff schließt die Lücke zwischen dem früheren Langhaus (dem heutigen Mittelschiff) und der Seelenkapelle. Letztere ist ein eigenständiger Bau über rechteckigem Grundriss mit Steildach, der um 1600 errichtet. Die Seelenkapelle ist heute als Lourdesgrotte in den Kirchenbau integriert.
Der helle, freundliche Innenraum wird maßgeblich durch den Lichteinfall über die verglasten Pultdächer der Seitenschiffe geprägt. Den Übergang zwischen den Schiffen vermitteln zwei Reihen filigraner Rundsäulen. Die Rundbogenfenster des Mittelschiffs befinden sich ähnlich einem Obergaden über den niedrigen Seitenschiffen. Daher besitzt die ehemalige Saalkirche seit dem Umbau von 1995/96 den Bautypus einer Basilika. Das Mittelschiff wird von einer Flachdecke über einer Hohlkehle überspannt. Im Turmuntergeschoss befindet sich der stark eingezogene Chor mit dem Hochaltar. Die 1995/96 eingebaute Altarinsel aus hellem Jura-Kalkstein umfasst jedoch auch die östliche Mittelschiffachse und schließt demzufolge die Seitenaltäre, den Volksaltar und den Ambo ein. In westlichen Mittelschiffachse ist eine Empore mit geschweifter Brüstung eingezogen. Der Zugang erfolgt über eine Wendeltreppe.

### Ausstattung
Die drei historischen Altäre der Kirche sind im Barockstil gehalten. Der Aufbau des Hochaltares wird von zwei Säulen mit ionisierenden Kapitellen getragen. Der geschweifte Aufsatz wird von Voluten begleitet. Das von zwei Leuchterengeln flankierte Altarblatt zeigt eine Darstellung des Kirchenpatrons Michael. Im Oberbild ist eine Gemälde der Mutter Gottes mit Kind zu sehen. Die Seitenfiguren stellen St. Johannes Baptist und St. Johannes Evangelist dar. Die beiden ebenfalls zweisäuligen Seitenaltäre schließen nach oben hin mit einem medaillonartigen Bild zwischen zwei Giebelstücken ab. Der nördliche (linke) Seitenaltar zeigt auf dem Altarblatt ein Gemälde der Taufe Jesu im Jordan; bei der Seitenfigur handelt es sich um eine Herz-Jesu-Statue. Am südlichen (rechten) Seitenaltar befindet sich als Seitenfigur eine spätgotische Mondsichelmadonna mit Kind.

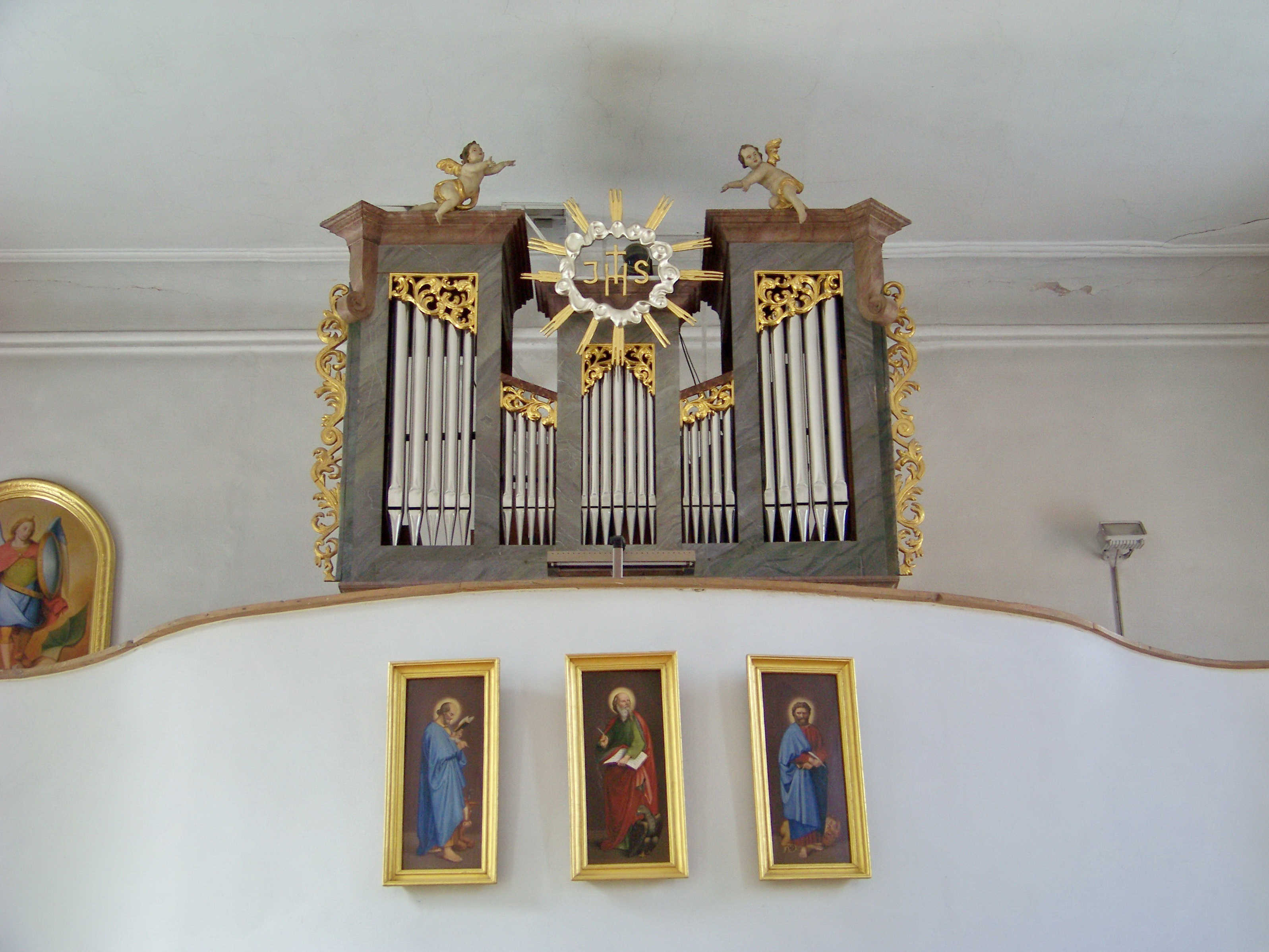
Mühlbauer-Orgel von 1836

Der moderne Volksaltar ist wie die zugehörige Altarinsel aus Jura-Kalkstein gehauen. Die im Zuge der Renovierung von 1995/96 an der Evangelienseite angebrachte Kanzel ist ebenfalls barock. Da der Treppenaufgang fehlt, kann sie nicht mehr genutzt werden. Das bei der Renovierung 1995/96 erneuerte Kirchengestühl ist mit den alten barocken Stuhlwangen versehen. An den Säulen zwischen den Schiffen befinden sich schlichte, moderne Apostelkreuze. Die Orgel wurde 1836 von dem ortsansässigen Orgelbauer Josef Mühlbauer junior geschaffen.